# Баран (Судиславский район)
Баран — село в Судиславском сельском поселении Судиславского района Костромской области России. 

## География
Село расположено у автодороги Кострома — Верхнеспасское.

## История
Согласно Спискам населенных мест Российской империи в 1872 году село относилось к 1 стану Костромского уезда Костромской губернии. В нем числилось 15 дворов, проживало 58 мужчин и 61 женщина. В селе имелась православная церковь.
Согласно переписи населения 1897 года в селе проживало 89 человек (37 мужчин и 52 женщины).
Согласно Списку населенных мест Костромской губернии в 1907 году село Баран, находившееся при речке Локтёвке, в 51 версте от уездного города на дороге Кострома — Галич, относилось к Богословской волости Костромского уезда Костромской губернии. По сведениям волостного правления за 1907 год в ней числился 14 крестьянских дворов и 57 жителей. В селе имелась школа. Основным занятием жителей была работа малярами..
До муниципальной реформы 2010 года село также входило в состав Судиславского сельского поселения Судиславского района.

## Население
| 2008 | 2010 | 2014 |
| ---- | ---- | ---- |
| 44   | ↘31  | ↗36  |

## Комментарии
1. ↑  В числившейся в той же волости деревне Баран, находившейся у реки Меза в 31 версте от уездного города, проживало 70 человек (27 мужчин и 43 женщины).
2. ↑  В числившейся в той же волости деревне Баран, находившейся у реки Меза в 31 версте от уездного города, имелось 19 дворов и проживало 102 человека. Основным занятием жителей деревни была работа пекарями.